# Pizzo Lucendro
Il Pizzo Lucendro è una montagna del massiccio del San Gottardo alta 2964 m s.l.m.

## Descrizione
Si trova a nord di Airolo. Ci si arriva (a piedi) partendo dal Passo del San Gottardo in 3 ore e mezza.